# Rhipidia (Rhipidia) domestica domestica
Rhipidia (Rhipidia) domestica domestica is een ondersoort van de tweevleugelige Rhipidia (Rhipidia) domestica uit de familie steltmuggen (Limoniidae). De ondersoort komt voor in het Nearctisch en Neotropisch gebied.